# Dick Kaysø
Dick Kaysø (* 13. Februar 1947 in Nørrebro, Kopenhagen, Dänemark) ist ein dänischer Schauspieler und Synchronsprecher.

## Biografie
Kaysø arbeitete ursprünglich bis in die 1960er-Jahre als Seemann und Taucher. Er bekam in dieser Zeit an einem experimentalen Theater eine englischsprachige Hauptrolle und kam dadurch in Kontakt zu Schauspielern. Kaysø begann eine Schauspielausbildung und absolvierte 1972 an der Staatlichen Theaterschule in Kopenhagen eine Ausbildung. Er trat danach in mehreren dänischen Theaterhäusern in verschiedenen Inszenierungen auf. Kaysø wirkte ebenso in mehreren dänischen Filmen und Fernsehproduktionen als Filmschauspieler mit, sowie als Synchronsprecher in Zeichentrickfilmen, in denen er unter anderem die dänische Stimme von Donald Duck sprach. Seine bekanntesten Auftritte hatte er in Krøniken und in vier Filmen der Krümel-Filmreihe (Krummerne). Zudem wirkte er in drei Filmen der dänischen Olsenbande und in einem Film der norwegischen Olsenbande mit.
Im Jahr 1977 wurde Dick Kaysø mit dem Bodil als Bester Nebendarsteller für seinen Auftritt in dem Film Strømer.
Seit 2006 ist er verheiratet mit der Rechtsanwältin Bettina Jill Kaysø.

## Filmografie
- 1974: Mafiaen, det er osse mig
- 1975: Piger i trøjen
- 1976: Normannerne
- 1976: Gangsterens lærling
- 1976: Strømer
- 1976: Julefrokosten
- 1976: Affæren i Mølleby
- 1977: Die Olsenbande schlägt wieder zu (Olsen-banden deruda)
- 1977: Skytten
- 1979: Die Olsenbande ergibt sich nie (Olsen-banden overgiver sig aldrig)
- 1980: Pigen fra havet
- 1981: Olsenbanden gir seg aldri!
- 1981: Die Olsenbande fliegt über alle Berge (Olsen-banden over alle bjerge)
- 1982: Pengene eller livet
- 1982: Den ubetænksomme elsker
- 1983: Forræderne
- 1983: Schrei des Dornenvogels (Isfugle)
- 1987: Peter von Scholten
- 1988: Medea
- 1988: Ved vejen
- 1989: En afgrund af frihed
- 1980: Dagens Donna
- 1990: Bananen – skræl den før din nabo
- 1991: Frech wie Krümel (Krummerne)
- 1992: Krümel im Chaos  (Krummerne 2 – Stakkels Krumme)
- 1993: Det forsømte forår
- 1994: Kærlighed ved første desperate blik
- 1994: Torben – Der Satansbraten (Vildbassen)
- 1994: Krümel hat Ferien (Krummerne 3 – Fars gode idé)
- 1996: Backstabbed – Spiel der Angst (Mørkeleg)
- 1998: Mimi og madammerne
- 2001: Null Bock auf Landluft (Send mere slik)
- 2001: Jolly Roger
- 2002: Bertram & Co.
- 2003: Das Erbe (Arven)
- 2003: Møgunger
- 2003: Hannah Wolfe
- 2005: Deadline
- 2007: Krummerne – Så er det jul igen
- 2007: Alles außer Liebe (Udenfor kærligheden)
- 2008: Blå mænd
- 2009: Himlen falder
- 2008: Julefrokosten
- 2022: Ridder Lykke (Kurzfilm)

### Fernsehserien
- 1977: Oh, diese Mieter (Huset på Christianshavn, Folge 83)
- 1978: Strandvaskeren
- 1984: Privatdetektiv Anthonsen (Anthonsen, Folge 2)
- 1984: Nissebanden  (dänische Weihnachtsserie, Folge 19)
- 1964: Strenge tider
- 1994: Hospital der Geister (Riget I, Folge 2–3)
- 1996: Krummernes jul (Weihnachtsserie)
- 1998: Hjerteflimmer
- 2002: Unit One – Die Spezialisten (Rejseholdet, Folgen 10, 21–22)
- 2002: Hotellet (Folge 48)
- 2003; Forsvar (Folge 5)
- 2004–2007: Krøniken
- 2007: Danni (Miniserie)
- 2012: Julestjerner (1 Folge)
- 2023: Die Krankenschwester

### Zeichentrickfilm
- 1974: Anders And
- 1986: Walhalla (Valhalla)
- 1998: Das große Krabbeln (Græs-rødderne)
- 1995: Balto – Ein Hund mit dem Herzen eines Helden (Balto)
- 1999: Tarzan
- 1999–2002: Frygtløs – den frygtsomme hund (Courage the Cowardly Dog)
- 2000: Hilfe! Ich bin ein Fisch (Hjælp! Jeg er en fisk)
- 2000: Fantasia 2000
- 2000: Der Weg nach El Dorado (Vejen til El Dorado)
- 2002: Ice Age
- 2002–2007: Kim Possible
- 2003: Findet Nemo (Find Nemo)
- 2004: Die Kühe sind los (De Frygtløse: The Muuhvie)
- 2004: Große Haie – Kleine Fische (Shark Tale)
- 2009: Anders And
- 2012: Merida – Legende der Highlands (Brave)

## Computerspiele
- 2008: The Legend of Spyro: Dawn of the Dragon als kleiner Vater